# Alfred Diefenbacher
Pour les articles homonymes, voir Diefenbacher.
Alfred Diefenbacher, né le 5 mars 1915 à Sarreguemines (Moselle) et mort le 22 février 2015 au Port-Marly, est un haut fonctionnaire français.

## Biographie
Docteur en droit, il est d'abord avocat, puis administrateur adjoint de commune mixte en Algérie (1942), puis nommé sous-préfet de Sarrebourg en novembre 1944 et ensuite secrétaire général de différents départements avant d'être nommé trois fois préfet,.
Il est notamment préfet de La Réunion du 1er mars 1963 au 1er septembre 1966 : choisi par le général de Gaulle pour lutter contre le « déshonneur électoral » de la fraude, il n'est pas apprécié par le nouveau député qu'est l'ancien Premier ministre Michel Debré.
Plus tard, il devient préfet de l'Essonne puis de l'Allier.
Il est le père de Jean-Louis et Michel Diefenbacher.

## Décorations
- Officier de la Légion d'honneur (1969)
  - Chevalier en 1957
- Chevalier de l'ordre du Mérite civil (1960)[8]